# Sofiebadet
Sofiebadet er badeanstalt på Christianshavn i København. Den blev bygget i 1909, og har bevaret sin originale arkitektur, tegnet af stadsarkitekt Hans Wright, samt holdt fast i sine gamle traditioner. Sofiebadet afholder også kulturelle events som klassiske koncerter, wellness workshops og meget mere.

## Historie
Sofiebadet er langt fra Københavns ældste badeanstalt. Københavns første badeanstalt blev åbnet i 1785 og lå nord for Kastellet. I 1800-tallet blev åbnet yderligere badeanstalter, således i 1859 af E.P. Bonnesen, og i 1870-erne blev der åbnet en badeanstalt for kvinder. I 1886 lukkede imidlertid to kommunale badeanstalter og yderligere en i 1893 således, at der kun var et par stykker tilbage. Disse kunne ikke opfylde behovet: i 1902 åbnedes en ny anstalt i Gasværkshavnen og i 1908 åbnede anstalten på Christianshavn nær Langebro. Kort efter, i 1910, åbnedes yderligere en anstalt, "Søbadeanstalten ved Langebro".
Sofiebadet hed oprindeligt Christianshavns Badeanstalt og blev først bygget med 14 brusekabiner til mænd og seks til kvinder.
Både i mellemkrigstiden og i årene efter 2. verdenskrig fungerede badeanstalterne, omend der var problemer med vandkvaliteten på grund af spildevand. Samtidig blev adgang til badestande langs Øresundskysten forbedret ligesom der blev bygget egentlige svømmehaller. Derved skred forudsætningerne for at opretholde badeanstalterne, og de fleste blev afviklet i 1954.
I 1997 blev Sofiebadet lukket, med ambitioner om at ombygge det til en børneinstitution, men der opstod hurtigt et ønske blandt Christianshavnerne om at genåbne badet. Lokale ildsjæle sørgede derfor for, at holde badet åbent, indtil badet, på grund af sit gamle originale interiør, blev fredet i 2000 og Foreningen Sofiebadet grundlagt.
Med støtte fra Københavns Kommune og fonde, herunder Realdania, lykkedes det foreningen at genåbne huset med badning, behandlinger, varmtvandsbassin, workshops og koncerter og i 2010 blevet badehuset genåbnet med tyrkisk Hamam i den tidligere varmecentral.
Da man ombyggede huset, var der stort fokus på at sikre, at det daglige ressourceforbrug kunne blive så småt som muligt. Teknikken i huset blev optimeret og bygget op efter ressourcebesparende og økologiske principper i forhold til vand, varme og ventilation. I Sofiebadet har man altid fokus på sundhed og helse lige meget hvad man foretager sig. Det har været højt prioriteret for huset lige siden ombygningen.

### Fredning
Det er én af blot to, originale badeanstalter fra begyndelsen af 1900-tallet, der er tilbage i Københavns Kommune. Badehuset blev fredet tilbage i 2000 bl.a. på grund af sit interiør med marmorbuer og skillevægge samt de hvide og grønne fliser.
Da badeanstalten blev ombygget, skete det ud fra et ønske om at bevare de autentiske og fredfyldte rammer og samtidig renovere den fredede brusebadeanstalt til et tværkulturelt bade- og sundhedshus med forskellige kurbade, behandlinger og events.

## Forening
Sofiebadet drives som en forening og får hvert år et mindre tilskud til bl.a. at holde kulturelle aftener i badet. Foreningen har holdt badet åbent siden Kulturnatten i 2001. Siden har de tilbudt kurbad, karbad, massage og Hamam, siden tilbygningen af deres Hamam kuppel.